# Exocomp
Exocomps zijn fictieve levende servomechanismen uit het Star Trek-universum. Na de androïde robot Data is de Exocomp de tweede elektromechanische levensvorm die door de Verenigde Federatie van Planeten als zodanig erkend is.

## Werktuig
De Exocomp werd rond 2365 uitgevonden door dr. Farallon als lerend en zelfreplicerend werktuig. Ze baseerde haar ontwerp op eenvoudige servomechanische werktuigen die werden gebruikt op Tyrus VIIa. De Exocomp had een micro-replicator, boridium krachtomzetter en een axionisch chip-netwerk, waardoor de rekensnelheid van een Exocomp die van Data benaderde.

## Leven
Door de replicator kon de Exocomp gereedschappen maken, maar ook nieuwe circuits vervaardigen en bij zichzelf aansluiten. Door de combinatie van de replicator en de zelflerende programma's werden de Exocomps in 2369 zelfbewust. Daarna schakelden ze zichzelf uit wanneer ze een opdracht kregen die gevaar voor hun bestaan opleverde. Data was de eerste die dit gedrag als leven betitelde, en na verschillende tests moesten dr. Farallon en Starfleet toegeven dat dit inderdaad een nieuwe levensvorm was.

## Gedrag
De Exocomps weigerden voor henzelf gevaarlijke reparaties uit te voeren, maar toen Geordi La Forge en kapitein Jean-Luc Picard in een experimentele ruimte-ontginningssatelliet opgesloten raakten en werden bedreigd door levensgevaarlijke straling, besloten drie Exocomps om zich te laten overstralen naar het station om de twee mensen te redden. Dit lukte, maar een van de Exocomps moest daarvoor met zijn leven betalen.